# Zbyněk Žába
Zbyněk Žába (19. června 1917 Doubravice u Dvora Králové nad Labem – 15. srpna 1971 Praha) byl český filolog aegyptolog, spoluzakladatel a pozdější ředitel Československého egyptologického ústavu. 

## Život
Narodil se v rodině řídícího učitele Františka Žáby a jeho manželky Anny, rozené Šmídové. Vystudoval gymnázium v Hradci Králové, kam se rodiče přestěhovali na důchod. Na podzim 1938 se zapsal na Filozofickou fakultu Univerzity Karlovy, obor klasická filologie. Kvůli uzavření českých vysokých škol v roce 1939 musel studia přerušit a během protektorátu vystřídal několik zaměstnání. Nejdéle pracoval jako cizojazyčný korespondent v pojišťovně. Na podzim 1945 se vrátil do školy a začal se věnovat egyptologii. Jeho učiteli byli František Lexa a Jaroslav Černý, který však v roce 1946 odešel do Anglie. Žába se stal Lexovým asistentem, ale celý život udržoval kontakt s Černým, který i po emigraci zůstal podporovatelem české egyptologie. Svá studia dokončil v roce 1949 dizertační prací na téma Ptahhotepových naučení. Téhož roku se oženil se středoškolskou profesorkou Marií Fürstovou a v roce 1951 se jim narodil syn Zbyněk. Zastával místo odborného asistenta na Karlově univerzitě a v roce 1953 byl jmenován docentem se zaměřením na lingvistiku a dějiny Egypta. 
Do Egypta se dostal poprvé jako člen kulturní delegace a uznávaný egyptolog v roce 1956. Po uzavření kulturní dohody mezi Československou republikou a Egyptem koncem roku 1957 byla zahájena výuka češtiny na Vysoké škole jazyků v Káhiře a Zbyněk Žába zde dva roky působil jako lektor.Významným způsobem se podílel na založení Československého egyptologického ústavu v Praze, vedl jeho pobočku v Káhiře a po Lexově smrti byl od roku 1960 ředitelem celého ústavu. (s dalšími promluvil nad jeho rakví). V prosinci 1959 byl jmenován profesorem egyptologie Karlovy univerzity.
V letech 1961–1965 vedl československou expedici v Núbii v rámci záchranné akce UNESCO před zprovozněním Asuánské přehrady. Jejím hlavním úkolem byl epigrafický a etnografický průzkum v přidělených lokalitách. Podařilo se najít a zdokumentovat na 300 skalních nápisů a pět tisíc skalních obrazů a rytin dokumentujících vývoj Dolní Núbie od pravěku až po středověk. Kromě toho byl proveden rozsáhlý archeologický výzkum chrámu v Táfě, římské pevnosti v Qertassi, na pohřebištích ve Wádí Qitně a Kalabši. Egyptská vládla ocenila práci československého týmu a nabídla mu možnost pokračovat v průzkumu v lokalitě, kterou si sám vybere. Stalo se jím pohřebiště v Abúsíru, kde Žába vedl výzkum v Ptahšepsesově mastabě již v roce 1960. 
Koncem šedesátých let se soustředil na zpracování epigrafických dokumentů z Núbie, které však vyšly až po jeho smrti. Vydal několik odborných pojednání a článků. Za významné je dodnes považováno jeho francouzské vydání Ptahhotepova naučení a anglické vydání skalních nápisů z Núbie. Současně se věnoval pedagogické činnosti, mezi jeho žáky patří čeští egyptologové Miroslav Verner, Jaromír Málek, Ladislav Bareš, Břetislav Vachala. Zasloužil se o rozvoj egyptologických sbírek v Náprstkově muzeu v Praze, jehož sbírky rozšířil o více než 2500 předmětů pocházejících z núbijských expedic a výzkumů v Abúsíru, ale i vlastních akvizic. Zvýšil mezinárodní prestiž československé egyptologie.
K jeho zálibám patřila hudba, rád hrál na harmonium ve svém bytě v Šumavské ulici v Praze.
Dlouhodobý pobyt v obtížných podmínkách na archeologických lokalitách se nepříznivě projevil na jeho zdraví. Zbyněk Žába zemřel 15. srpna 1971 v Praze ve věku 54 let, když musel být krátce po příjezdu z Egypta hospitalizován.
Žába byl členem mnoha významných československých i zahraničních společností: Československé společnosti orientalistické, Československé společnosti astrono- mické, Association internationale des égyptologues (Kodaň), Egypt Exploration Society (Londýn), Association Internationale des Papyrologues (Brusel), Société des égyptologues français (Paříž), Foundation Égyptologique Reine Élisabeth (Brusel), Societate de Studii Orientale (Bukurešť). 
Životu a dílu Zbyňka Žáby bylo věnováno speciální 18. číslo časopisu Pražské egyptologické studie, vydáno k stému výročí jeho narození. Všechny studie čísla jsou dostupné online.

## Dílo

### Knižní vydání (vlastní a překlady)
- L’orientation astronomique dans l’ancienne Égypte, et la précession de l’axe du monde (Prague, L’Académie tchécoslovaque des sciences, 1953)
- Les maximes de Ptahhotep (Překlad a komentář Zbyněk Žába; Prague, L’Académie Tchécoslovaque des sciences, 1956)
- Tesáno do kamene, psáno na papyrus (Praha, Svoboda, 1968) – průřez staroegyptské literatury, životopisy, cestopisy, pohádky, poezie i náboženská literatura
- Papyrus vezíra Ptahhotepa (přeložil Zbyněk Žába, ilustroval Josef Liesler; Praha, Lyra Pragensis, 1971) – soubor životních mouder předávaných vezírem Ptahhotepem synovi
- The Rock Inscriptions of Lower Nubia (Prague, Charles University, 1974)